# Carl Graham Fisher
Carl Graham Fisher (12 janvier 1874 – 15 juillet 1939) était un homme d'affaires américain actif dans les secteurs de l'automobile et de l'immobilier.

## Biographie
Carl Fisher est né à Greensburg dans l'Indiana moins de 10 ans après la fin de la Guerre de Sécession. Souffrant d'astigmatisme, il eut des difficultés à suivre à l'école. Il quitta d'ailleurs celle-ci à l'âge de 12 ans pour apporter de l'aide à sa famille. Il réalise différents petits boulots. Il vend des journaux, du tabac, des bonbons près de la gare d'Indianapolis. Il ouvre un magasin de réparation de moto en 1891 avec ses frères et se lance ensuite dans les courses de motos avant de se lancer dans les courses d'autos. Il réalisa également de nombreuses cascades. Des accidents lors de ses prestations lui firent réfléchir à des systèmes de protection visant à améliorer la sécurité des automobiles.

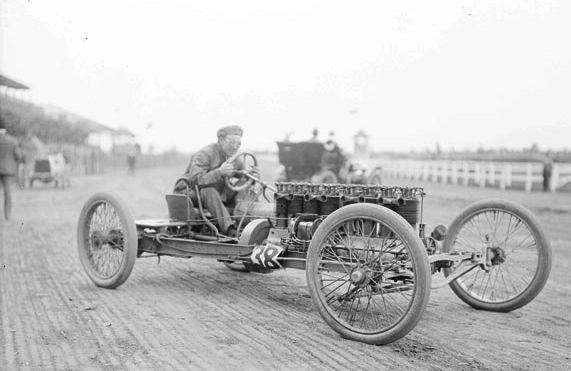
Fisher sur le circuit Harlem racetrack à Chicago.

En 1904, Carl Fisher est approché par le propriétaire du brevet des phares à acétylène. Le propriétaire du brevet souhaite en effet commercialiser le système. Après quelque temps, tous les phares des voitures du pays utilisent son système et il devient un riche équipementier automobile. Fisher se fait des millions de dollars en 1909 lorsqu'il revend son entreprise de phares automobiles (Prest-O-Lite) à Union Carbide. Il se lance également dans le secteur de la vente d'automobiles avec son ami Barney Oldfield. 
La Fisher Automobile Company est ainsi considérée comme le premier concessionnaire du pays. Il y vend ainsi différentes marques comme Oldsmobile, Reo, Packard, Stoddard-Dayton, Stutz et d'autres.
Il réalise des publicités étonnantes pour se faire connaître. Il attacha par exemple une voiture blanche de marque Stoddard-Dayton à des ballons dirigeables et vola au-dessus de la ville d'Indianapolis. Cette cascade publicitaire le mit sous les feux des projecteurs. Sans le dire au public, il avait toutefois retiré le moteur de la voiture en vue d'alléger le poids. Les publicités qui suivirent disaient: « La Stoddard-Dayton fut la première voiture à survoler Indianapolis. Elle devrait être votre première voiture également. »
En 1909, Fisher se marie à une femme alors qu'il vit déjà avec une autre femme. Cette dernière le poursuit pour "Rupture de Promesse". Lui et sa femme auront un enfant avant de divorcer en 1926. En 1928, il déménage définitivement à Miami. Son ancienne maison de l'Indiana, sera endommagée en 1950 par un incendie, et sera vendue après rénovation au Marian College dans les années 1960 qui en fit un campus.

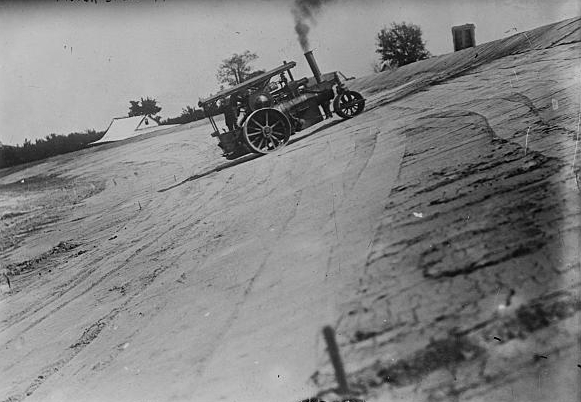
Circuit d'Indianapolis (l'IMS).

En 1909, Fisher rejoint un groupe d'investisseur qui sera à l'origine de la création du célèbre circuit automobile d'Indianapolis, l'Indianapolis Motor Speedway, ou IMS. La première compétition fut catastrophique à la suite d'un accident sur la piste en cailloux. Il y eut des morts et des blessés parmi les concurrents et parmi les spectateurs. La course fut arrêtée avant la fin. Fisher persuada des investisseurs pour créer une route désormais pavée (pour 3,2 millions de dollars), ce qui donna au circuit le surnom de The brickyard (« Route pavée »). Ce sobriquet existe toujours de nos jours, bien que le revêtement ait été asphalté depuis. Le circuit fut à nouveau ouvert en 1911 et attira 80 000 visiteurs avec une entrée à un dollar.

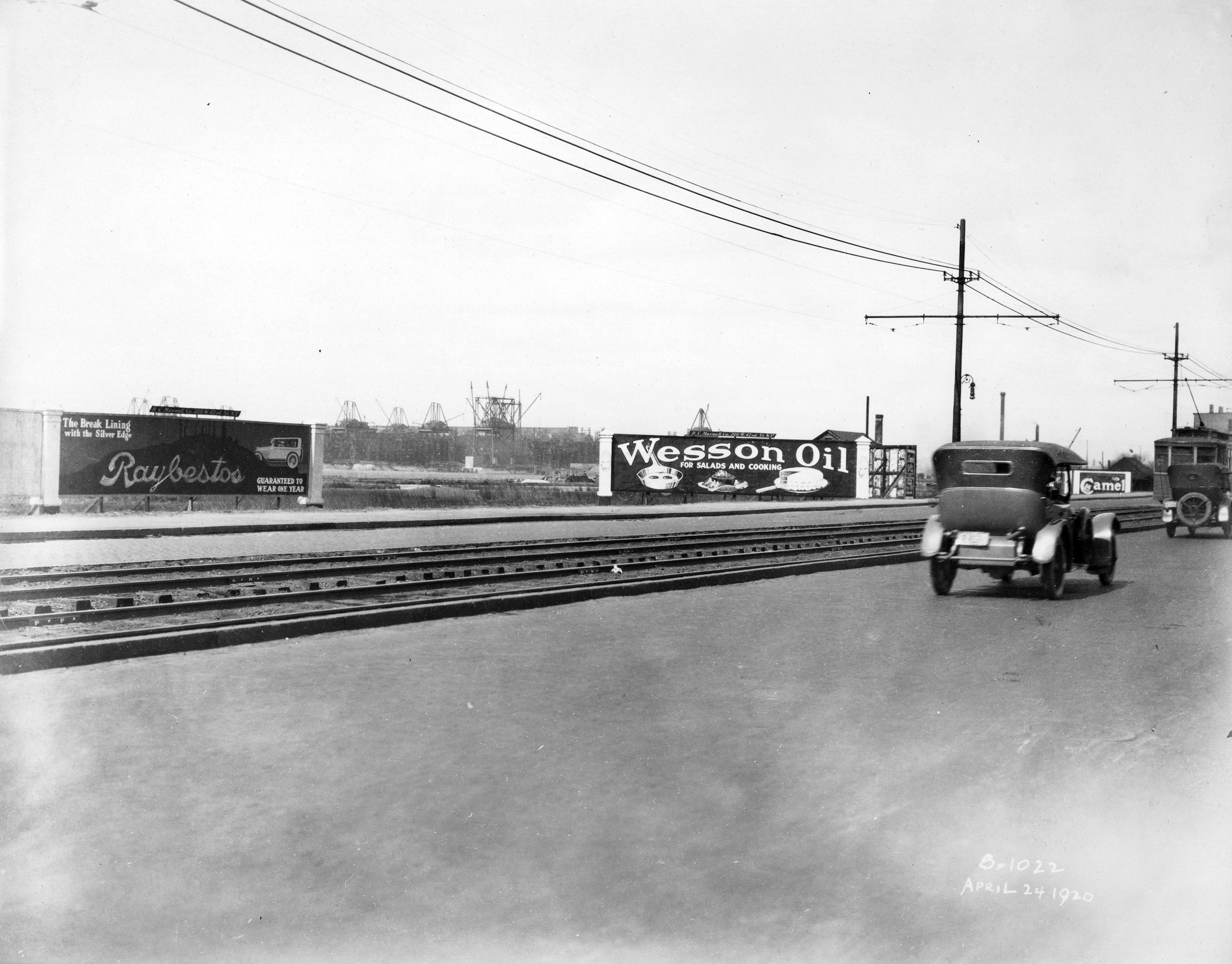
Lincoln Highway dans le New Jersey.

En 1913, voyant le développement de l'automobile dans le pays, Fisher participa au projet de la construction de l'autoroute Lincoln Highway, la première route qui traversait tout le pays entre les villes de New York et de San Francisco. La route fut en grande partie payée par des contributions de constructeur automobiles de l'époque.

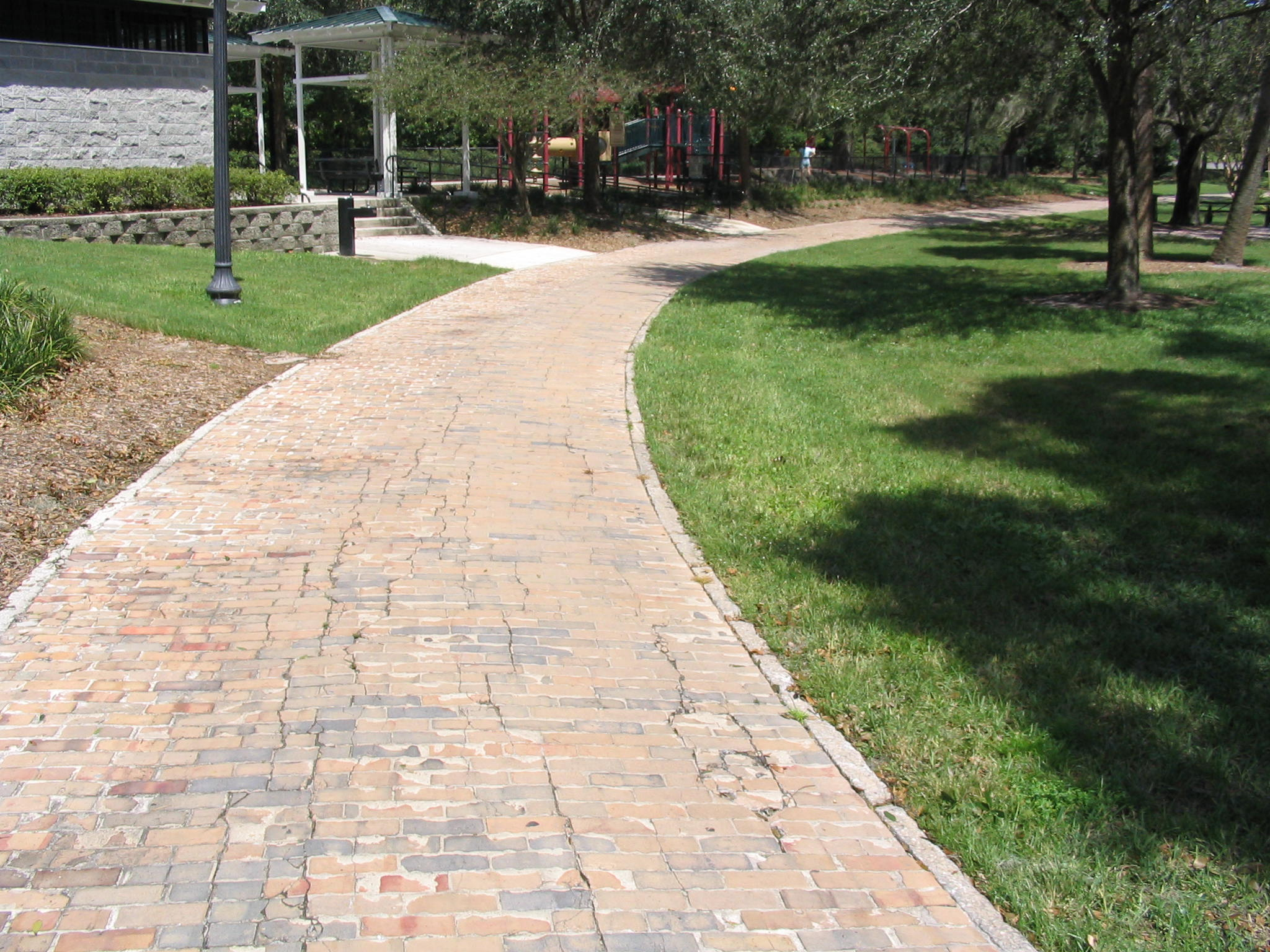
La Dixie Highway en Floride.

Carl Fisher continua sur sa lancée et participa au projet de construction de l'autoroute Dixie Highway qui reliait le nord du pays à la Floride. Il vit en parallèle le potentiel de la Floride pour accueillir les touristes du nord du pays et se lança dans l'immobilier dans cet état sudiste jusque-là assez délaissé.
En 1910, Miami Beach n'était qu'une zone entourée de marais, infestée de moustiques et située entre la ville de Miami et l'océan. Il pensa alors à transformer cette zone en un lieu de villégiature accueillant les touristes utilisant ses autoroutes.
Le Collins Bridge qui traverse la baie de Biscayne et qui relie Miami à Miami Beach a été construit par John S. Collins (1837–1928). Collins, avait utilisé tout son argent avant de pouvoir achever le pont mais Fisher lui prêta l'argent. Le pont de bois, payant, ouvrit le 12 juin 1913. Il remplaça rapidement le vieux système de ferry en remportant le titre de plus long pont en bois au monde à l'époque. Il construisit ensuite de nombreux hôtels de luxe dont le célèbre Flamingo Hotel et essaya de vendre des logements à de riches personnalités. L'automobile était toutefois concurrencée par le chemin de fer qui s'était bien développé au même moment grâce à des hommes d'affaires comme Henry Morrison Flagler. Ce dernier avait lui aussi investi dans les hôtels de Floride à St. Augustine, Palm Beach et Miami où il avait construit le Royal Palm Hotel. Fisher développa les moyens de transport entre la gare de Miami et Miami Beach. Il lança un tram électrifié qui combinait l'avantage d'amener l'électricité jusque Miami Beach. Le boum démographique dans la région arriva dans les années 1920. En 5 ans, la population augmenta de 440%. Les zones marécageuses se vendaient comme des petits pains alors que des personnes arrivaient de tout le pays pour y faire fortune. Il s'acheta une île, qui se nomme aujourd'hui Fisher Island, avant de la revendre en 1925 au riche William Kissam Vanderbilt II en échange d'un luxueux voilier de près de 80 mètres de long. En 1926, la fortune de Fisher était estimée à 100 millions de dollars et le futur semblait devoir lui sourire.
Pourtant dès 1925, l'immobilier de Floride est victime de l'éclatement d'une bulle spéculative et en 1926 un ouragan fait d'énormes dégâts à Miami Beach. Le tourisme s'effondre dans la région et le krach de 1929 suivi de la Grande Dépression achève d'anéantir la fortune de Fisher. Dans les années 1930, Fisher a presque tout perdu. Il vit dans une petite maison et touche à peine 500 dollars par mois pour de petits travaux réalisés pour ses anciens amis. Il décède le 15 juillet 1939 à l'âge de 65 ans à Miami Beach. Il est enterré dans le mausolée familiale d'Indianapolis.